# 虎跳河大桥
虎跳河大桥是的一座 沪昆高速上的预应力混凝土箱梁桥，位于中国贵州省盘州市与普安县的边界处，全长1958米。桥面距河面209（686英尺），是世界桥面高度最高的几座公路桥之一。